# Magyar Kézilabda Szövetség
A Magyar Kézilabda Szövetség (MKSZ) Magyarországon működő, a kézilabda sportágat irányító szervezet. Tagja az Európai Kézilabda-szövetségnek (EHF), és a Nemzetközi Kézilabda-szövetségnek is (IHF). Székhelye Budapesten található. A szövetség szervezi a nemzeti kézilabda-bajnokságokat és irányítja a férfi- és női válogatottat.

## Története

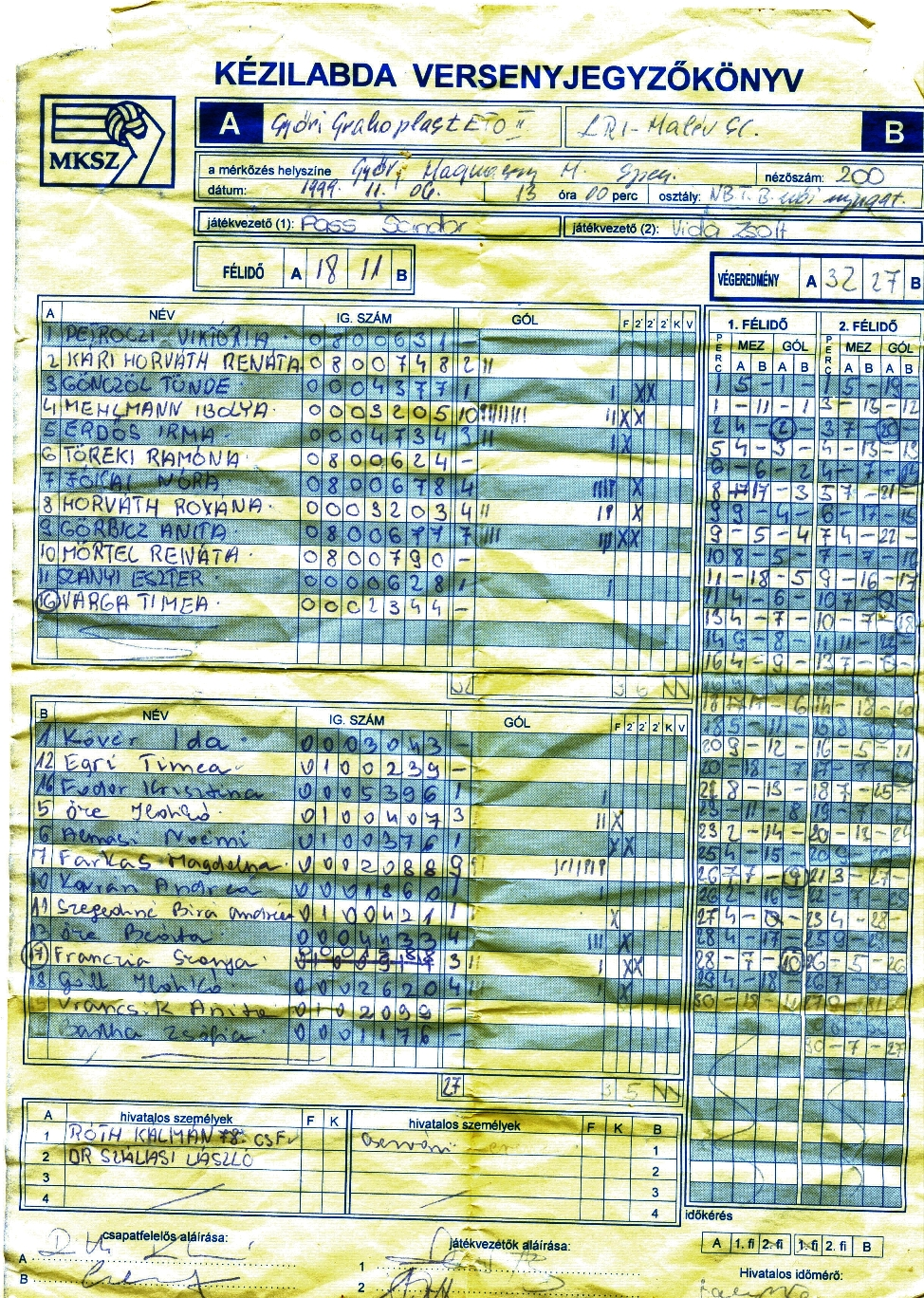
Győri Graboplast ETO II.-LRI-Malév SC kézilabda versenyjegyzőkönyv

Már 1921-ben létezett egy Kézilabda Intéző Bizottság nevű szervezet, de ez még a csehszlovák eredetű hazena sportágat irányította, amely nem hasonlított a mai kézilabdához.
A sportág hazai bemutatkozására 1923-ban került sor. A játék hazai elterjedése 1927-ben kezdődött meg. 1928 tavaszán a Budapesti Labdarúgó Alszövetség kézilabda-alosztálya írta ki az első magyar bajnokságot. Még ebben az évben pályára lépett az első magyar kézilabda-válogatott is.
A sportág 1933 kilépett a BLASZ kötelékéből és megalakult a Magyar Kézilabdázó Egyesületek Szövetsége, amely még ebben az évben a nemzetközi szövetség tagja lett.
A férfi válogatottat indították az 1936-os nyári olimpián és az 1938-as világbajnokságon. 1949-ben női nagypályás világbajnokságot rendezhetett Magyarország. 1951-től kispályán is rendeztek magyar bajnokságot, 1960-tól pedig megszűnt a játék hazai nagypályás változata.
Tagja az 1946-ban megalakult Nemzetközi Kézilabda-szövetségnek (1946-tól). 1991-ben alakult meg a kézilabda európai szervezete, az Európai Kézilabda-szövetség, amelynek a magyar szövetség alapító tagja.
A szövetség 1995-ben női világbajnokságot, 2004-ben női Európa-bajnokságot rendezett, valamint elnyerte a  2014-es női kézilabda-Európa-bajnokság rendezési jogát.

## A szövetség vezetői

### Elnökök
- Varga József (1964 – 1989)
- Dobrovits Péter (1989 – 1991)
- Barcza Imre (1991 – 1993)
- Pősze Lajos (1993 – 1996)
- Benedek András (1996 – 2003)
- Kiss István (2003 – 2009)
- Sinka László (2009 – 2011)
- Vetési Iván (2011 – 2015)
- Kocsis Máté (2015 – 2023)[5]
- Ilyés Ferenc (2023 – )[6]

### Főtitkárok
- Madarász István (1957 – 1962)
- Madarász István (1974 – 1991)
- Jakab Lajos (1991 – 1993)
- Sinka László (1993 – 2009)
- Nemcsik Balázs (2010 – 2012)
- Bódi Dezső (2013 -2015)
- Novák András (2015 – 2018)
- Horváth Gabriella (2018-)

Operatív igazgatók
- Novák András (2018-)

## A válogatottak sikerei
Az 1936-os berlini olimpián, az első olimpiai kézilabdatornán már a magyar férfi csapat is részt vett. 1965-ben a női válogatott világbajnok lett az NSZK-ban rendezett világbajnokságon. 1972-től ismét az olimpia műsorára került a sportág, Münchenben még csak a férfiaknak rendeztek tornát, itt a férfi csapat a nyolcadik lett. 1976-ban már női tornát is rendeztek, a női csapat bronzérmes, a férfi csapat hatodik lett. 1982-ben a hazai rendezésű női vb-n a magyar csapat ezüstérmes lett, négy évvel később, 1986-ban a férfi válogatott szerzett ezüstérmet a svájci világbajnokságon. A férfi válogatott a2004-es és a 2012-es olimpián is negyedik lett.
1995-ben a női vb-nek Ausztria és Magyarország közösen adott otthont, itt a válogatott ezüstérmet szerzett. Az 1996-os atlantai olimpián bronzérmes lett a női válogatott. Az olimpián a női csapat 2000-ben érte el eddigi legnagyobb sikerét: Sydneyben ezüstérmet szereztek. Az olimpia után 2000 decemberében a női válogatott megnyerte az Európa-bajnokságot. Ezt követően 2003-ban vb-ezüst, 2005-ben vb-bronzérmes lett a magyar női csapat. A 2012-es EB-en 3. lett a magyar csapat, míg a 2014-ben 6.
Jelenleg a férfi válogatott szövetségi kapitánya Csoknyai István és Vladan Matics, a női válogatotté pedig a dán Kim Rasmussen.

## Klubsikerek
A férfi BEK-et 1982-ben nyerte meg a Budapest Honvéd, ugyanebben az évben a női BEK-et a Vasas nyerte meg. A Dunaferr NK 1999-ben nyert Bajnokok ligáját (korábbi nevén BEK-et) és Európai-szuperkupát is. Férfi ágon meg kell említeni a Mol-Pick Szeged KC sikerét az EHF kupában, ugyanis a 2013-2014-es szezonban megnyerték, ezzel első nemzetközi kupasikerüket szerezték meg, és sikeresen elindultak a Bajnokok Ligájában, ahol szintén egy magyar csapat menetel mégpedig az MVM Veszprém KC. A 2013-2014-es szezonban egészen a Final 4-ig meneteltek, ahol negyedik helyezést érték el.
Női ágon szintén sikeres klubcsapataink vannak, mint például az FTC-Rail Cargo Hungaria (Fradi) akik háromszoros KEK (Kupagyőztesek Európa-kupája) és egyszeres EHF-kupa győztesek. Mégis a magyar női kézilabda történetben a legsikeresebbnek mondató női kézilabda klub a Győri Audi ETO KC, akik kétszeres bajnokok ligája győztes csapat. A 2012-2013-as győzelem után megvédték a címüket a 2013-2014-es szezonban. 2014-ben a BL cím mellé Görbicz Anita lett a sorozat gólkirálya. A 2014-15-ös szezonban az MVM Veszprém KC a Bajnokok Ligájában a kölni négyes döntőben bejutott a fináléba, de ott kikapott az Barcelona csapatától. 
A 2015-16-os idény újabb klubsikereket hozott, a Dunaújvárosi Kohász női csapata  megnyerte az EHF-kupát, a Győri Audi ETO KC pedig a Bajnokok Ligájában jutott döntőbe, ott hosszabbítás után, büntetőkkel kapott ki a román CSM Bukuaresttől. Szinte ugyanez a forgatókönyv valósult meg a férfi EHF-bajnokok ligája döntőjében, ahova a MVM Veszprém KC a THW Kiel elleni elődöntős legyőzése után jutott be. A mérkőzésen már 26-17-re is vezettek a bakonyiak, a KS Vive Tauron Kielce mégis döntetlenre mentette a mérkőzést, majd büntetőpárbajban diadalmaskodtak a lengyelek.